# Serra dos Pireneus

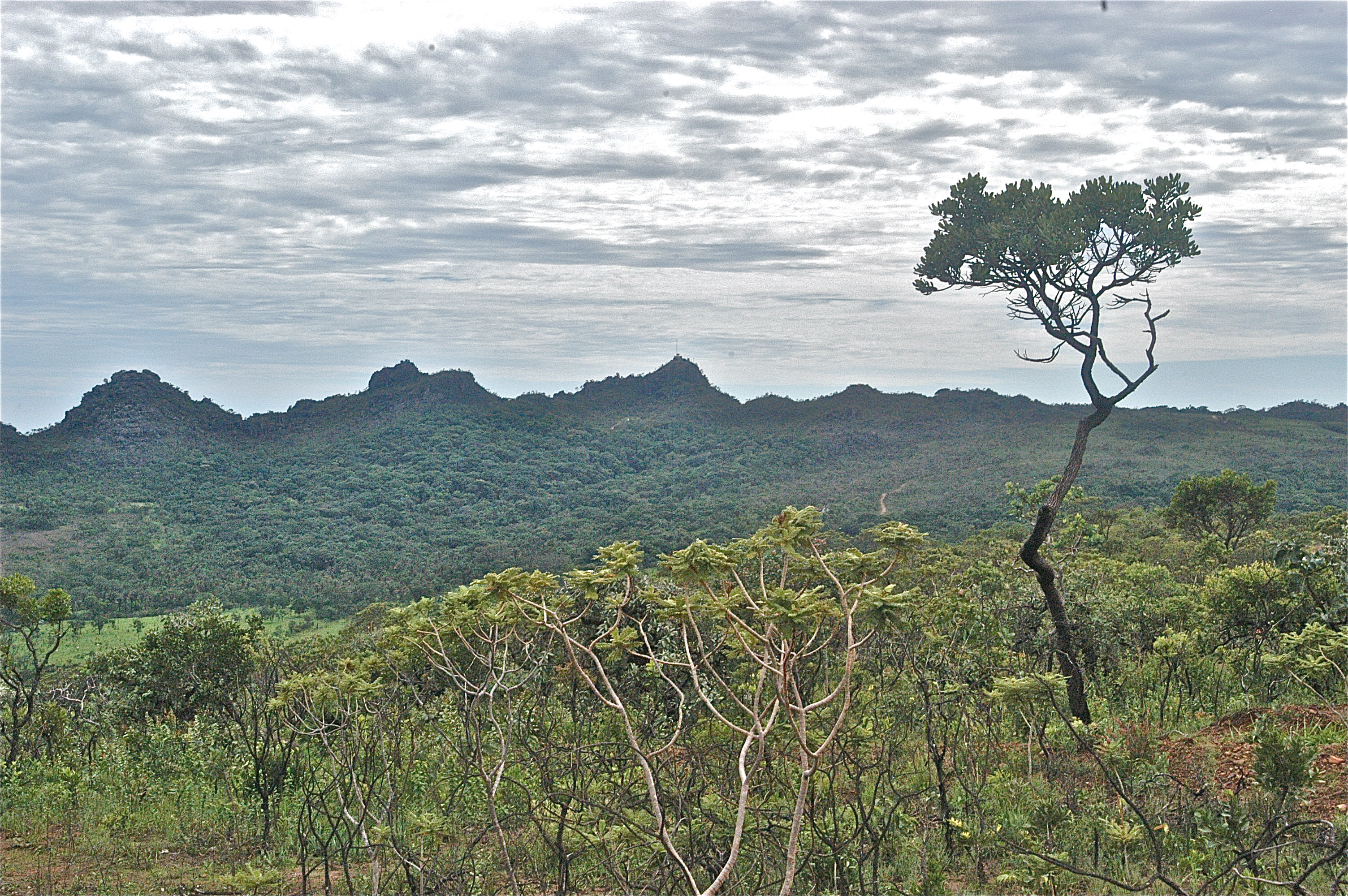
Serra dos Pireneus

Serra dos Pireneus (deutsch: Pyrenäengebirge), zuweilen auch Serra dos Pirineus geschrieben, ist ein Mittelgebirge, das die umgebende zentralbrasilianischen Hochebene im Mittelwesten von Brasilien im Bundesstaat Goiás mit seiner höchsten Erhebung, dem Pico dos Pireneus mit 1385 m, um bis zu 400 m überragt. Es liegt nördlich von Anápolis und erstreckt sich von Ouro Verde de Goiás im Süden bis Pirenópolis und Cocalzinho de Goiás im Norden, wo sich auch der goianische Staatspark Serra dos Pireneus befindet. Das Gebirge ist Teil der goianischen Wasserscheide zwischen dem nördlich gelegenen Tocantins/Araguaia-Becken und dem südlichen Paraná-Becken, deren Flusssysteme beide in den Südatlantik münden.

## Hydrographie
In der Serra dos Pireneus entspringen u. a. die nachstehende Flüsse:
- Zuflüsse in das Tocantins-Becken:
  - Rio das Almas
    - Rio Pedras Souza
    - Rio das Pedras
- Zuflüsse in das Paraná-Becken:
  - Rio Corumbá, rechter Zufluss des Rio Paranaíba
    - Rio das Antes

## Fauna

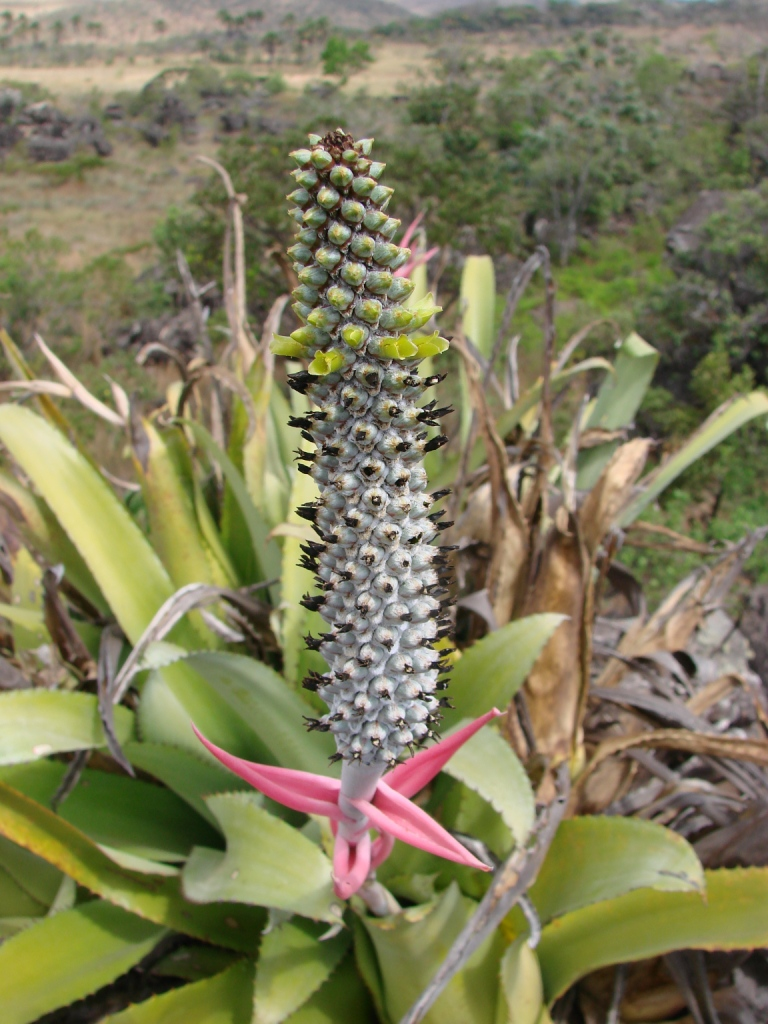
Aechmea bromeliifolia - Parque Estadual da Serra dos Pireneus

Die Fauna ist geprägt durch die brasilianische Cerrado und ist deshalb ein beliebtes Ziel von Öko-Touristen.